# Communauté de communes du Pays d'Évran
La communauté de communes du Pays d’Évran est une ancienne communauté de communes française, située dans le département des Côtes-d'Armor, en région Bretagne.

## Histoire
La communauté de communes du Pays d'Évran voit le jour en décembre 1994 et est alors constitué de sept communes du canton d'Évran.
Le  1er janvier 2009, Plouasne intègre l'intercommunalité. Jusqu'alors, elle était une commune isolée, la seule du canton à ne pas appartenir à une communauté de communes.
Le 1er janvier 2014, la communauté de communes fusionne avec la communauté de communes de Dinan pour former Dinan communauté, composée de 26 communes.

## Territoire communautaire

### Géographie
Située à l'extrême est du département, à la frontière de l'Ille-et-Vilaine, la communauté de communes regroupait les huit communes du canton d'Évran.
L'intercommunalité faisait par ailleurs partie du pays de Dinan.

### Composition
Lors de sa dissolution, elle était composée des 8 communes suivantes :
| Nom                  | Code Insee | Gentilé        | Superficie (km2) | Population (dernière pop. légale) | Densité (hab./km2) |
| -------------------- | ---------- | -------------- | ---------------- | --------------------------------- | ------------------ |
| Évran (siège)        | 22056      | Évrannais      | 23,56            | 1 727 (2014)                      | 73                 |
| Les Champs-Géraux    | 22035      | Campogérosiens | 19,09            | 1 041 (2014)                      | 55                 |
| Le Quiou             | 22263      | Quiousiens     | 5,06             | 322 (2014)                        | 64                 |
| Plouasne             | 22208      | Plouasnais     | 33,61            | 1 677 (2014)                      | 50                 |
| Saint-André-des-Eaux | 22274      | Andréanais     | 5,24             | 302 (2014)                        | 58                 |
| Saint-Judoce         | 22306      | Judocéens      | 10,19            | 577 (2014)                        | 57                 |
| Saint-Juvat          | 22308      | Juvatiens      | 17,41            | 650 (2014)                        | 37                 |
| Tréfumel             | 22352      | Tréfumellois   | 5,81             | 278 (2014)                        | 48                 |

### Démographie
| 1999  | 2006  | 2009  | 2011  |
| ----- | ----- | ----- | ----- |
| 5 670 | 6 028 | 6 230 | 6 407 |

## Administration

### Siège
Le siège de la communauté de communes était à Évran, 12 rue de la Mairie.

### Élus
Le conseil communautaire comptait 15 conseillers en 2008. Avec l'intégration de Plouasne, ce nombre passe à 24 l'année suivante.
À la suite des élections municipales de 2008 dans les Côtes-d'Armor, le conseil communautaire du 14 avril 2008 avait réélu son président, Francis Reynes, maire de Tréfumel, ainsi que 4 vice-présidents. La liste des vice-présidents jusqu'à la dissolution de l'intercommunalité était la suivante :
|     | Attributions                                             | Identité               | Qualité                       |
| --- | -------------------------------------------------------- | ---------------------- | ----------------------------- |
| 1re | Petite enfance, enfance et jeunesse                      | Marie-Annick Mauffrais | Maire d'Évran                 |
| 2e  | Équipement administratif, technique, sportif et culturel | Albert Manchon         | Maire de Saint-André-des-Eaux |
| 3e  | Voirie                                                   | Louis Bouan            | Maire de Saint-Judoce         |
| 4e  | Communication, patrimoine, tourisme et culture           | Arnaud Carré           | Maire du Quiou                |

- Rapporteur du budget : Georges Lucas, maire des Champs-Géraux, chargé des finances et du développement économique ;
- Secrétaire : Dominique Ramard, maire de Saint-Juvat, chargé de l'environnement.

### Liste des présidents
| Période | Période | Identité       | Étiquette    | Qualité                                                                  |
| ------- | ------- | -------------- | ------------ | ------------------------------------------------------------------------ |
| 1994    | 1997    | Henri Ramard   | PS           | Maire de Saint-Juvat (1977 → 2001)                                       |
| 1997    | 2013    | Francis Reynes | RPR puis DVD | Maire de Tréfumel (1983 → 2015) Conseiller général d'Évran (1992 → 1998) |